# Apollo 9

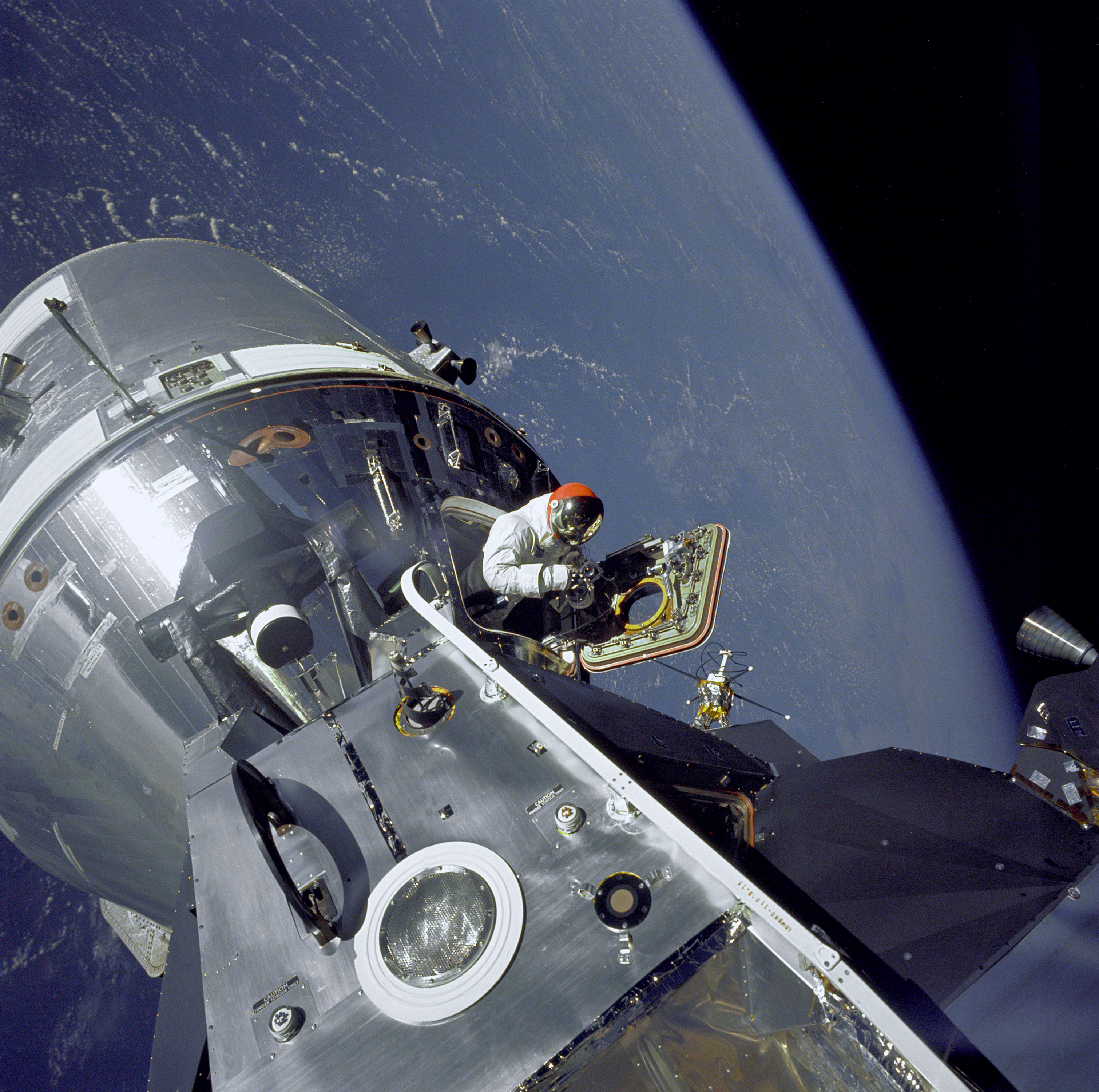
David Scott we włazie modułu dowodzenia

Apollo 9 – trzecia załogowa misja programu Apollo i druga wyprawa, która odbywała się po orbicie okołoziemskiej. Podczas lotu orbitalnego załoga statku po raz pierwszy przeprowadziła testy modułu księżycowego LM (Lunar Module) w czasie autonomicznego lotu oraz w konfiguracji przewidywanej do lotu na Księżyc (ze statkiem Apollo).
W skład załogi misji Apollo 9 weszli: James McDivitt – dowódca, pilot modułu dowodzenia David Scott i pilot lądownika księżycowego LM Russell Schweickart.

## Podstawowe dane
źródło
- Statek kosmiczny: CSM-104 (Grumdrop), LM-3 (Spider)
- Rakieta nośna: SA-504
- Stanowisko startowe: 39A
- Start: 3 marca 1969, 16:00:00 UTC
- Azymut: 72°
- Apogeum: 509,3 km (orbita najwyższa)
- Perygeum: 208,2 km (orbita najwyższa)
- Masa startowa statku kosmicznego: 47 188 kg
- Masa startowa rakiety nośnej: 2 942 262 kg
- Masa umieszczona na orbicie: 132 490 kg
- Czas trwania misji: 10 dni 1 godz. 54 s
- Wodowanie: 13 marca 1969, 17:00:54 UTC

## Statek kosmiczny i rakieta nośna
źródło
Czas dostarczenia elementów:

### Statek kosmiczny
- CSM: październik 1968
- LM: czerwiec 1968

### Rakieta nośna
- Pierwszy stopień (S-IC): wrzesień 1968
- Drugi stopień (S-II): maj 1968
- Trzeci stopień (S-IVB): wrzesień 1968
- Instrument Unit (IU): wrzesień 1968

## Główne cele misji
źródło
- Test procedur i infrastruktury naziemnej w locie załogowym z wykorzystaniem statku Apollo, lądownika LM i rakiety Saturn V.
- Test obsługi LM.
- Przeprowadzenie na orbicie okołoziemskiej nominalnych i alternatywnych procedur misji księżycowej według scenariusza LOR, z uwzględnieniem następujących elementów:
  - dokowanie statku Apollo I LM
  - transferu załogi ze statku Apollo do LM
  - test EVA
  - odpalenie silników statku Apollo (SPS) i stopnia lądującego LM (DPS)
  - spotkanie i dokowanie LM ze statkiem Apollo, z lądownikiem LM w roli statku aktywnego.
- Ocena zużycia zasobów statku Apollo i LM.

## Opis celów misji
źródło
- Test utrzymania orientacji stopnia S-IVB podczas wykonywania manewru TD&E (Transposition, Docking and Extraction –obrót statku Apollo, dokowanie z LM i odłączenie LM od S-IVB).
- Spotkanie LM ze statkiem Apollo, LM w roli statku aktywnego.
- Test długotrwałej pracy silnika DPS i jego wpływ na funkcjonowanie systemów LM.
- Potwierdzenie efektywności systemu pasywnej kontroli termicznej.
- Wykazanie strukturalnej integralności LM.
- Test funkcjonowania silnika DPS podczas zmiany ciągu i podczas odpaleń krótkotrwałych.
- Test długotrwałej pracy silnika APS (Ascent Propulsion System – silnik stopnia startowego LM).
- Test systemu ECS lądownika LM.
- Uzyskanie danych o wpływie pracy silnika DPS na temperaturę nóg LM.
- Test funkcjonowania radaru lądowania podczas pracy silnika DPS.
- Test długotrwałej pracy silnika APS pod kontrolą autopilota systemu PGNCS (główny system sterowania i nawigacji LM).
- Test systemów łączności w pasmach S i VHF (cel częściowo osiągnięty).
- Test utrzymania orientacji połączonych statków Apollo i LM podczas odpalenia silnika SPS.
- Dokowanie LM i statku Apollo, LM w roli statku aktywnego.
- Separacja lądownika połączonego ze statkiem Apollo od S-IVB/SLA.
- Dokowanie statku Apollo i LM, Apollo w roli statku aktywnego.
- Test funkcjonowania radaru spotkaniowego LM (RR – Rendezvous Radar – radar wykorzystywany do lokalizacji drugiego statku na orbicie).
- Test pirotechnicznego rozdzielenia statku Apollo i LM.
- Uzyskanie danych o wpływie pracy silników RCS na działanie radaru RR.
- Test procedur i infrastruktury naziemnej podczas lotu na orbicie okołoziemskiej.
- Spotkanie statku Apollo z lądownikiem LM, Apollo w roli statku aktywnego.
- Automatyczny test radaru lądownika LM.
- Test EVA.

## Przebieg misji
źródło
Dla jej wykonania została użyta rakieta Saturn V i kompletny statek Apollo LM. Start, początkowo planowany na 28 lutego 1969 roku, został przełożony ze względu na infekcję dróg oddechowych, której ulegli wszyscy członkowie załogi. Decyzję podjęto na dzień przed startem, przesuwając datę rozpoczęcia misji na 3 marca 1969 roku. Start nastąpił o godzinie 16:00:00 UTC. Po godzinie i 43. minutach nastąpiła separacja Apolla od trzeciego członu rakiety nośnej i dokowanie z lądownikiem LM. Początkowo lot przebiegał na wysokości od 190 do 228 km. Uruchomienie silnika spowodowało zwiększenie prędkości zestawu i podniesienie apogeum do 346 km. W trakcie misji 5 marca 1969 roku astronauci: James McDivitt oraz Russell Schweickart przeszli (nie bez trudności) do kabiny statku wyprawowego i przeprowadzili kontrolę urządzeń. Następnie McDivitt włączył na sześć minut silnik członu lądującego LM. Eksperyment imitował lądowanie na Księżycu. Zmieniło to prędkość lotu całego zespołu, więc po powrocie do kabiny Apollo astronauta włączył na 41. sekund silnik członu serwisowego, aby przywrócić poprzednią prędkość lotu. W wyniku tych operacji zestaw zaczął poruszać się po orbicie prawie kołowej na wysokości 213 km. 6 marca 1969 roku McDivitt oraz Schweickart jeszcze raz przeszli do kabiny LM i ponownie przeprowadzili kontrolę urządzeń. Mniej więcej po dwóch godzinach kabina lądownika została rozhermetyzowana, po czym Schweickart wyszedł na znajdującą się na zewnątrz kabiny platformę, co naśladowało wyjście na powierzchnię Księżyca. W tym czasie Scott rozhermetyzował kabinę Apollo i otworzył właz, po czym zajął się fotografowaniem otoczenia i Schweickarta pracującego na zewnątrz lądownika księżycowego. W następnym dniu lotu – wykonano najważniejszy eksperyment. Astronauci jeszcze raz przeszli do lądownika i po kilkugodzinnej kontroli odłączyli się od Apollo 9 o godzinie 12:33. Następnie, uruchomiwszy silnik hamujący i silniki orientacyjno-korekcyjne, oddalili się na odległość 190 km, co naśladowało opuszczanie się ku Księżycowi. Po zrealizowaniu tego manewru odłączony został człon lądujący i rozpoczął się powrót kabiny statku wyprawowego do Apollo 9. Naśladowało to manewr spotkania w czasie lotu wokółksiężycowego. Po sześciu godzinach samodzielnego lotu człon wznoszący połączył się z kabiną Apollo. Po powrocie astronautów LM został odłączony. Zdalnie uruchomiono jego silnik, co spowodowało wzniesienie się kabiny na odległość około 5000 km ponad powierzchnię Ziemi. Manewr ten naśladował odlot z powierzchni Ziemi. Dalsze testy obejmowały wystrzelenie członu wznoszenia modułu księżycowego, jego silnik wyniósł go na orbitę o wysokości 235 × 6970 km. W ciągu ostatnich czterech dni misji załoga ćwiczyła manewry orbitalne, fotografowała powierzchnię Ziemi, śledziła satelitę Pegasus 3 służącego do wykrywania mikrometeoroidów oraz przygotowywała się do powrotu na Ziemię.
Niewątpliwym sukcesem astronautów były udane obserwacje za pomocą pokładowych instrumentów optycznych (COAS – Crewman Optical Alginment Sight). Dostarczyło to argumentów na rzecz tezy, że możliwości ludzkiego wzroku zwiększa się w przestrzeni kosmicznej. Jako przykład może posłużyć dostrzeżenie satelity Pegasus 3, dokonane z odległości prawie 2000 kilometrów.
Wodowanie modułu dowodzenia z astronautami odbyło się na Oceanie Atlantyckim 13 marca 1969 o godzinie 17:00:54 UTC. Załogę oraz kapsułę Apollo 9 ewakuowano na pokład okrętu ratowniczego USS Guadalcanal. Powrót nastąpił z pewnym opóźnieniem w stosunku do planowanego wywołanym złą pogodą w wybranym rejonie wodowania, w związku z czym konieczne stało się wodowanie w miejscu zapasowym.
Człon zniżania modułu księżycowego (numer COSPAR 1969-018D) spłonął w atmosferze ziemskiej 22 marca 1969 roku. Człon wznoszenia (numer COSPAR 1969-018C) spłonął w atmosferze ziemskiej dopiero 23 października 1981 roku.
Pomyślny przebieg misji Apollo 9 skłonił autorów programu Apollo do rozpatrzenia możliwości zrealizowania lądowania na Księżycu w zaplanowanym na maj 1969 roku locie statku Apollo 10. Ostatecznie jednak nie odważono się na to i zgodnie z wcześniejszymi ustaleniami, nadano misji Apollo 10 charakter jeszcze jednej – generalnej próby przed wyprawą na Księżyc.

## Spacer kosmiczny
źródło
EVA-1 – (Schweickart i Scott) – 6 marca 1969 – 1 godzina, 8 minut i 1 sekunda.

## Załoga
źródło
- dowódca: James A. McDivitt (2)*
- pilot modułu dowodzenia: David R. Scott (2)
- pilot modułu księżycowego: Russell L. Schweickart (1)

*W nawiasach podano liczbę lotów kosmicznych odbytych przez członka załogi, wliczając tę misję

### Załoga rezerwowa
- dowódca: Charles Conrad
- pilot modułu dowodzenia: Richard F. Gordon
- pilot modułu księżycowego: Alan L. Bean

### Naziemna załoga wspierająca
- Fred W. Haise
- Jack R. Lousma
- Edgar D. Mitchell
- Alfred M. Worden

## Zdarzenia, które miały miejsce po raz pierwszy
źródło
1. . Największa masa umieszczona na orbicie okołoziemskiej - 132 490 kg.
2. . Pierwszy start kombinacji Saturn/Apollo w konfiguracji przeznaczonej do misji księżycowej.
3. . Po raz pierwszy dwukrotnie uruchomiono silnik stopnia S-IVB na orbicie.
4. . Pierwsze dokowanie statku Apollo.
5. . Pierwszy lot załogowy lądownika LM.
6. . Pierwsza dekompresja i otwarcie włazu lądownika i statku Apollo.
7. . Pierwsze wyjście w otwartą przestrzeń (EVA) w programie Apollo.
8. . Pierwsze dokowanie LM w roli statku aktywnego.
9. . Pierwszy raz silnik jednego statku (LM) skonfigurowany do odpalenia przez załogę znajdującą się w innym statku.
10. . Pierwsze użycie kamery telewizyjnej lądownika (obraz czarno-biały).
11. . Pierwsza transmisja telewizyjna z pokładu LM.
12. . Pierwsze odpalenie silnika SPS (silnik statku Apollo) pod kontrolą komputera pokładowego statku Apollo i pierwsze odpalenie silnika DPS (silnik stopnia lądującego) pod kontrolą komputera pokładowego lądownika. Dotyczyło połączonych statków Apollo i LM.

## Wodowanie
źródło
- Miejsce wodowania: Atlantyk, 23°13′N, 67°59′W.
- Okręt ratowniczy: USS Guadalcanal (LPH-7)
- Podjęcie załogi: 12:50 EST, 13 marca 1969
- Podjęcie CM: 14:13 EST, 13 marca 1969

## Gumdrop i Spider
W misji brały udział dwa statki, aby uniknąć nieporozumień w łączności, NASA pozwoliła astronautom nadać nazwy obu pojazdom. Administracja zniosła w ten sposób zakaz wprowadzony, gdy Gus Grissom nadał kapsule Gemini 3 nazwę Molly Brown. Części urzędników nie podobały  się nazwy, które wybrała załoga Apolla 9. Uważali je za zbyt zwyczajne w stosunku do wagi misji. Ze względu na kształt obu statków astronauci nazwali LM Pająkiem, a stożkowy statek Apollo – Gumisiem.